# Olympe Audouard

Olympe Félicité Audouard, född 13 mars 1832 i Marseille, död 12 januari 1890 i Nice, var en av de viktigaste företrädarna för den feministiska rörelsen i Frankrike under andra hälften av 1800-talet. Audouard var en känd föreläsare, och skrev en mängd artiklar och pamfletter i vilka hon argumenterade för kvinnors rättigheter, inklusive rätten till skilsmässa, rösträtt och rätten att ställa upp i politiska val.

## Biografi
Audouard gifte sig med en notarie från Marseille, Henri-Alexis Audouard, men äktenskapet var olyckligt och 1860 ansökte Audouard om separation efter att ha anklagat sin man för otrohet. Skilsmässan genomfördes dock först 1885.
Efter seprationen från sin man gav Audouard sig ut på långa resor, och fick sin inkomst från reseskildringar från bland annat Egypten, Osmanska riket, Ryssland och USA. 
Efter att ha begett sig till Paris träffade hon celebriteter som Théophile Gautier och Jules Janin.
1862 grundade Audouard tidningen Le Papillon.
När hon grundade tidningen La revue cosmopolite motarbetades hon av censuren, som hade invändningar mot hennes fientlighet mot präster och politiska radikalism. Den officiella förklaringen var att som kvinna var hon inte en fullvärdig medborgare, och som sådan fick hon inte publicera en politisk tidskrift. Audouard svarade 1866 med den rasande pamfletten Guerre aux hommes (Krig mot män) där hon delade in män i femton sorters skurkar. Bland andra ‘kameleonten’, ‘paddan’, ‘sfinxen’, och den ‘skicklige förföraren’. Audouard var också en välkänd föreläsare. Vid en debatt i februari 1870 fördömde hon äktenskapet, eftersom det “baserades på mannens despotiska tyranni och på kvinnans underkastelse, och total förintelse av kvinnans vilja” - vilket fick polisen att ingripa och stoppa anförandet.

## Verk (urval)
- Guerre aux hommes, 1866
- La femme dans le mariage, la séparation et le divorce: conférence faite le 28 février 1870, 1870
- La Femme-Homme. Mariage - adultère - divorce. Réponse d'une femme à M. Alexandre Dumas Fils, 1872
- Gynécologie; la femme depuis six mille ans, Paris, 1873
- Les nuits russes, 1876
- Pour rire à deux: contes, 1884